# Sứ lá tù
Sứ lá tù hay đại lá tù, đại lá tà (danh pháp hai phần: Plumeria obtusa) là một loài thực vật thuộc họ Trúc đào, có nguồn gốc từ vùng Trung Mỹ và Caribe. Đây là loài cây bụi lớn hay cây thân gỗ nhỏ, cao đến 8 m.
Tại Việt Nam, cây được trồng làm cảnh ở Thành phố Hồ Chí Minh. Cũng được dùng làm thuốc.

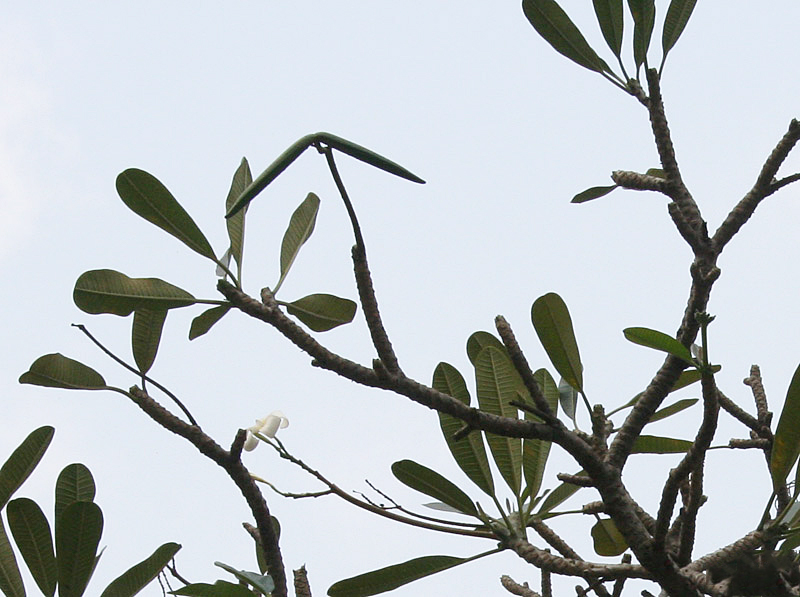
Hoa và quả sứ lá tù ở Kolkata, Tây Bengal, Ấn Độ.
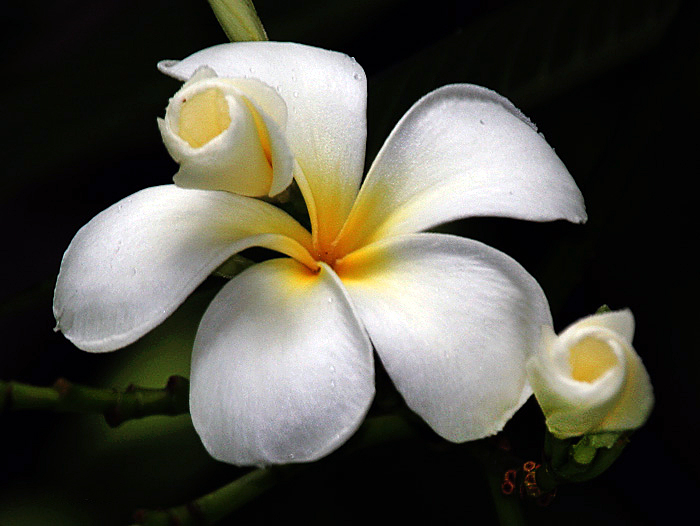
Hoa sứ lá tù ở Kolkata, Tây Bengal, Ấn Độ.
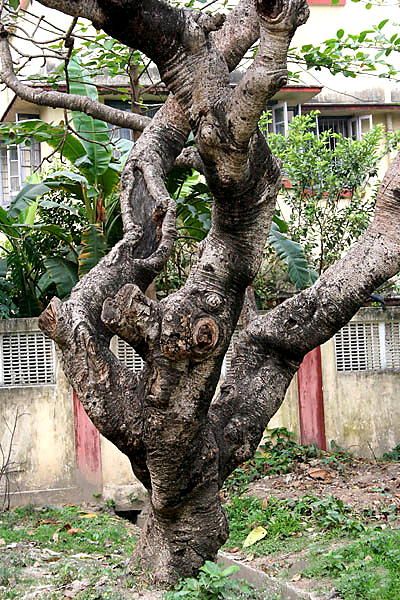
Thân cây sứ lá tù ở Kolkata, Tây Bengal, Ấn Độ.